# أم سيعيد
مسيعيد أو أم سعيد أو أم سيعيد هي المدينة الصناعية لدولة قطر، حيث أن هذه المدينة تحوي الميناء الخاص بتصدير النفط للعالم. تحوي هذه المدينة بضعة آلاف من الموظفين والعمال الأجانب الذين يقطنون بها. وهي ذات طبيعة صحراوية رملية جافة تتخللها بعض السبخات التي تخرج الملح إلى سطح الأرض، وهي حالياً تحت إدارة مؤسسة قطر للبترول.